# David Reid
David Reid (n. 17 septembrie 1973, Pennsylvania, SUA) este un boxer ce a reprezentat Statele Unite ale Americii, medaliat olimpic. A participat la o ediție a Jocurilor Olimpice (1996) în care a câștigat o medalie de aur.

## Participări
Lista de mai jos prezintă principalele competiții la care a participat David Reid de-a lungul carierei.
- boxing at the 1996 Summer Olympics – light middleweight[*]